# Protoleptonyx
Protoleptonyx is een geslacht van kevers uit de familie bladkevers (Chrysomelidae).
De wetenschappelijke naam van het geslacht werd in 1932 gepubliceerd door Laboissiere.

## Soorten
- Protoleptonyx pulchellus Laboissiere, 1932